# Йозеф Андерш
Йо́зеф (Йо́сип Фрі́дріхович) А́ндерш (нар. 26 листопада 1939, с. Мала Олександрівка, Котовський район, Одеська область) — український мовознавець, доктор філологічних наук (1987). У 
91 отримав премію імені Івана Франка АНУ.2-

## Життєпис
Народився на Одещині в селі, населеному, зокрема, вихідцями з Чехії.
1962 року закінчив Одеський університет.
У 1971—1992 працював в Інституті мовознавства ім. О. О. Потебні HAH України, з 1986 був завідувачем сектору слов'янських мов).
У 1971 році захистив кандидатську дисертацію, у 1987 став доктором філологічних наук. 
1989 - 1992 роки- начальник кафедри російської мови у Вищій школі міліції, місто Київ.
З 1992 року на запрошення Університету Палацького переїжджає до в Оломоуця (Чехія), де готує до акредитації нову в університеті спеціальність «українська філологія».  З 1997 року- професор Дослідження у галузі порівняльного мовознавства, синтаксису німецької і чеської мови.
З 1999 до 2012 — завідувач секції україністики на кафедрі славістики в університеті. З 2004 — організатор наукових симпозіумів з україністики, які кожні два роки проводяться в Оломоуці.

## Наукова діяльність
Автор праць із зіставної морфології та синтаксису чеської і німецької мов («Семантична структура безприйменникового давального відмінка в чеській і німецькій мовах», 1975), синтаксису чеської і української мов («Типологія простих дієслівних речень у чеській мові в зіставленні з українською», 1987), науково-популярної книги «Українська мова серйозно і весело» (2002, чеською мовою).
Один з укладачів «Чесько-українського словника» (т. 1—2, 1988—1989; премія ім. І. Я. Франка, 1991).

### Праці
- Повсякденна розмовна комунікація і двомовні словники // Проблеми зіставної семантики. — К., 1995. — С.230.
- Типологія речень з дієслівно-ад'єктивними предикаторами в українській мові в зіставленні з чеською // Мовознавство, 2009, № 1,

s. 38-45. ISSN 0027-2833
- Українсько-польський розмовник / За ред. В. М. Русанівського. Київ: Ірпінь: ВТФ «Перун», 2004, 336 с. (співавтор).
- Ukrajinsko-český slovník. Ekonomika. Finance. Obchod. Olomouc 2004, 155 s. (співавтор).
- Україністика в Університеті імені Палацького. S. 19—28 [Архівовано 4 березня 2016 у Wayback Machine.].